# Gene Simmons

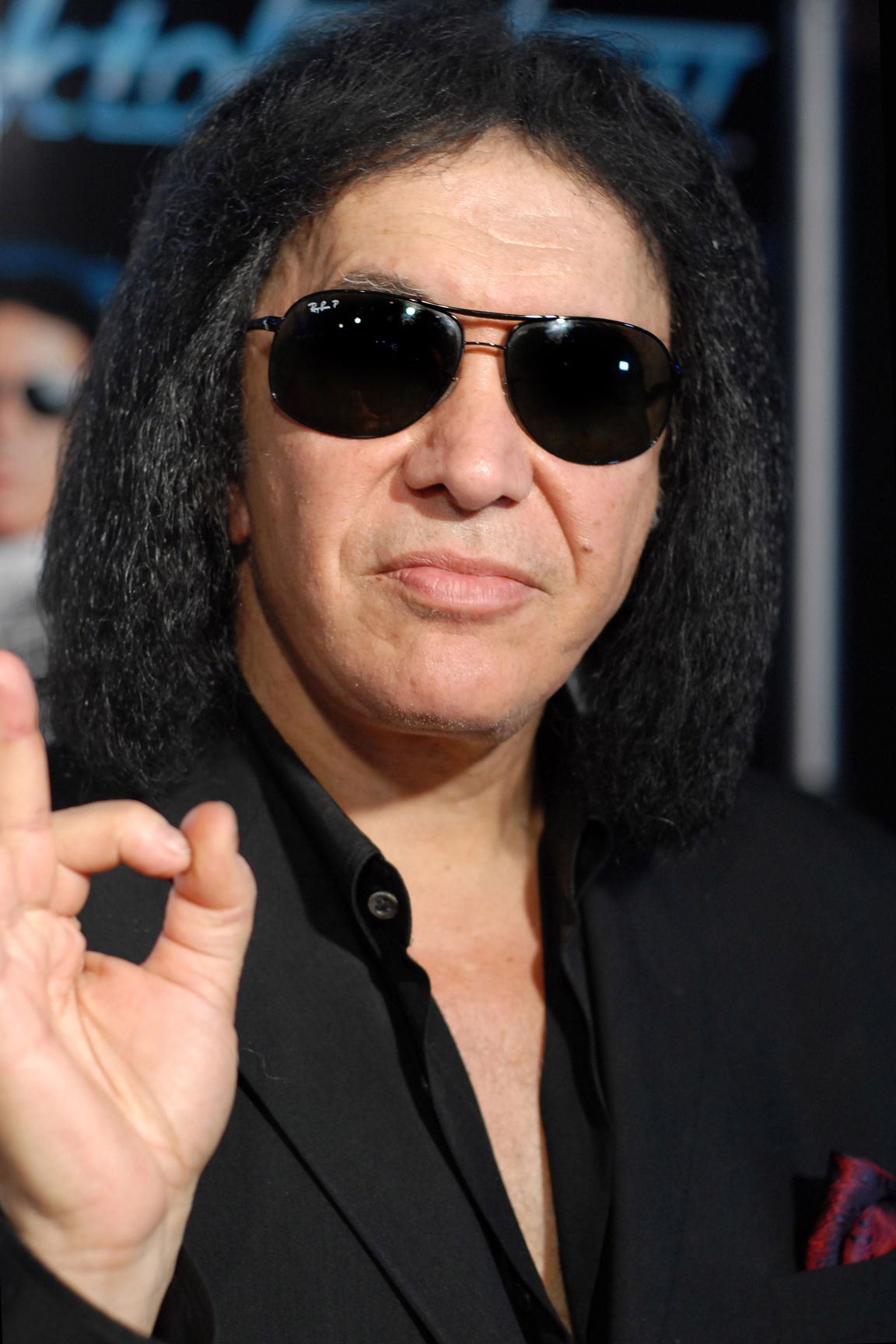
Gene Simmons (2012)

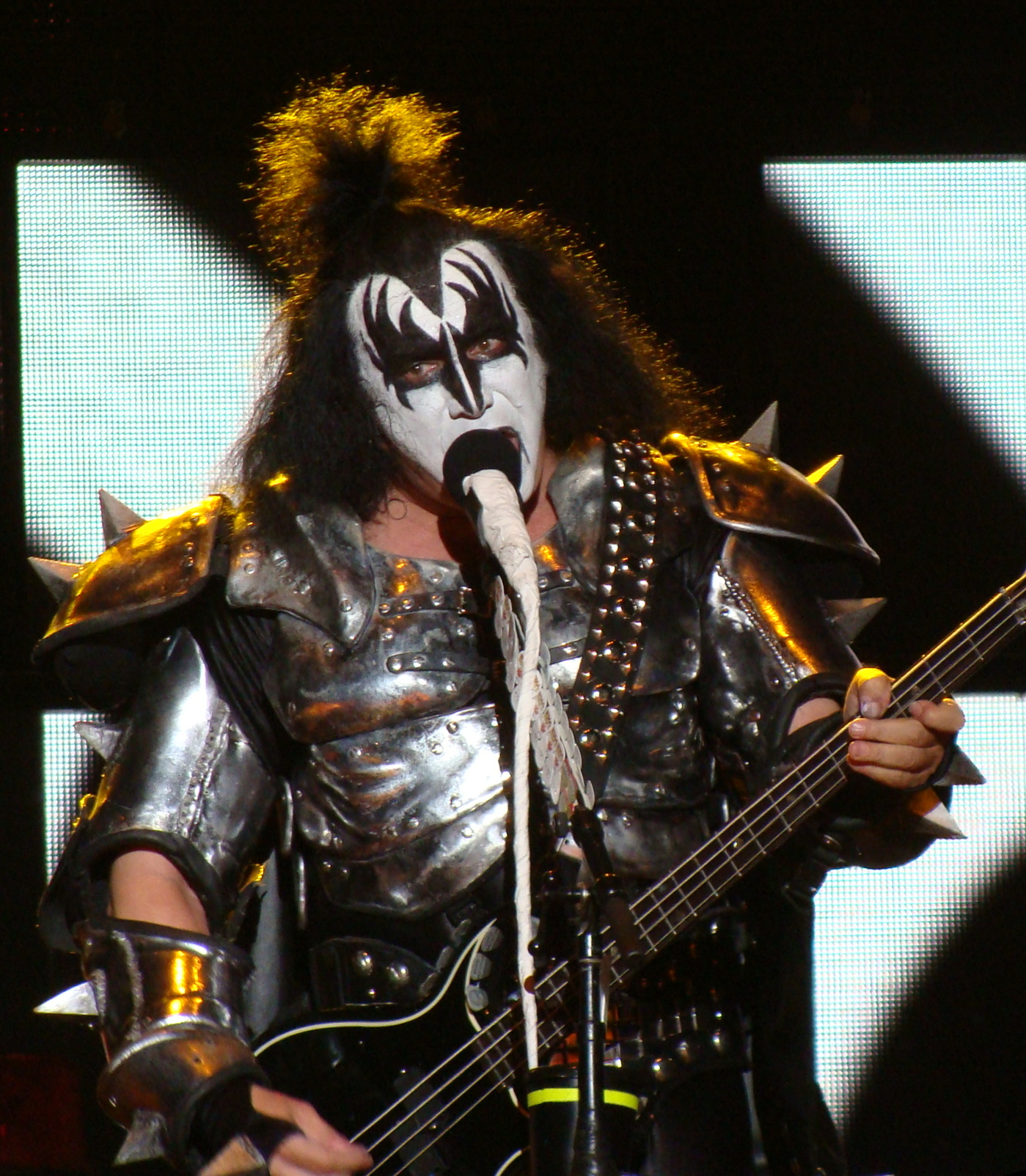
Gene Simmons mit Kiss (2010)

Gene Simmons (* 25. August 1949 als Chaim Witz in Haifa, Israel, später Eugene Klein) ist ein israelisch-amerikanischer Musiker, Musikproduzent, Schauspieler und Unternehmer. Er ist hauptsächlich bekannt als Bassist und Co-Leadsänger der Hard-Rock-Band Kiss.

## Leben
Seine Eltern stammen aus ungarisch-jüdischen Familien. Seine Mutter Flóra Klein Lubowski (Kovács), 1925 in Jand, Komitat Szabolcs-Szatmár, (Ungarn) geboren, wurde am 5. Mai 1945 aus dem KZ Mauthausen befreit. Sie heiratete 1946 in Ungarn den Schreiner Ferenc Yechiel Witz, mit dem sie 1948 nach Palästina auswanderte, nachdem alle anderen Familienmitglieder in deutschen Konzentrationslagern ums Leben gekommen waren.
Nach der Scheidung seiner Eltern emigrierte seine Mutter 1958 mit ihm nach New York City. Dort nahm er den Geburtsnamen seiner Mutter, Klein, an. Da sein hebräischer Vorname Chaim, der „Leben“ bedeutet, sich in englischer Aussprache wie Shame („Schande“) anhört, erhielt er offiziell den neuen Vornamen Eugene. Nach seinem Schulabschluss arbeitete er eine Weile als Lehrer einer sechsten Klasse und als Assistent eines Vogue-Redakteurs. Nach der Mitwirkung in verschiedenen Bands, wovon Wicked Lester die bekannteste war, gründete er 1973 zusammen mit dem Gitarristen Paul Stanley die Rockband Kiss.
In den 1980ern und in den 1990ern widmete er sich auch der Schauspielerei. 1988 gründete er sein eigenes Schallplattenlabel, Simmons Records, auf dem er vier Alben von drei Bands (House of Lords, Silent Rage und Gypsy Rose) veröffentlichte, bevor er die Arbeit 1990 zunächst einstellte. Nach 2000 wurde Simmons auch als Autor aktiv. Seine Autobiographie erschien 2001 unter dem Titel Kiss and Make-up; 2003 veröffentlichte er das Buch Sex, Money, Kiss und 2008 Ladies of the Night – A Historical and Personal Perspective on the Oldest Profession in the World.
Er ließ sein Musiklabel Simmons Records wieder aufleben. Zudem gründete er das Kleiderlabel Moneybag. Als Verleger gab er die Zeitschrift Gene Simmons Tongue heraus. Nach fünf Ausgaben im Jahr 2002 wurde sie eingestellt. Er entwickelte die Cartoonserie My Dad the Rockstar, die seit 2003 von Disney produziert wurde, promotete mit Partner Richard Abramson die Indy Racing League, war Star von zwei Staffeln Rock School und entwarf für Kiss eine eigene Parfumserie.
Der größte Erfolg außerhalb der Band gelang Simmons von 2006 bis 2012 mit seiner Reality-Fernsehserie Gene Simmons Family Jewels, in der er sich und seine Familie in sieben Staffeln – 158 Folgen und 2 Specials – lang von Kameras begleiten ließ. Die erste Staffel der Serie, die aus 13 Folgen bestand, war ein großer Erfolg. Der Sender A&E gab daraufhin für 2007 weitere 21 und für 2008 weitere 26 Folgen in Auftrag, 2009 entstanden 20 weitere Folgen, 2010 gab es 30, 2011 33 Folgen und zwei Specials und 2012 17 Folgen. Die Staffeln 1–5 wurden auf DVD veröffentlicht. In Deutschland wurde die Serie ab 31. März 2007 vom Pay-TV-Sender The Biography Channel sowie ab 20. November 2007 bei Das Vierte ausgestrahlt; in Österreich lief die Serie ab 31. Mai 2007 auf ORF1.
Im Juni 2011 wurde Simmons als „Persönlichkeit des Jahres“ in die Factual Entertainment Awards Hall of Fame aufgenommen und das Forbes Magazine zeichnete ihn mit dem Lifetime Achievement Award aus. 2016 hatte er zusammen mit Paul Stanley einen Cameo-Auftritt in der US-amerikanischen Filmkomödie Why Him?, in der sie in einer Szene unter anderem den Kiss-Song I Was Made for Lovin’ You singen.

## Privatleben

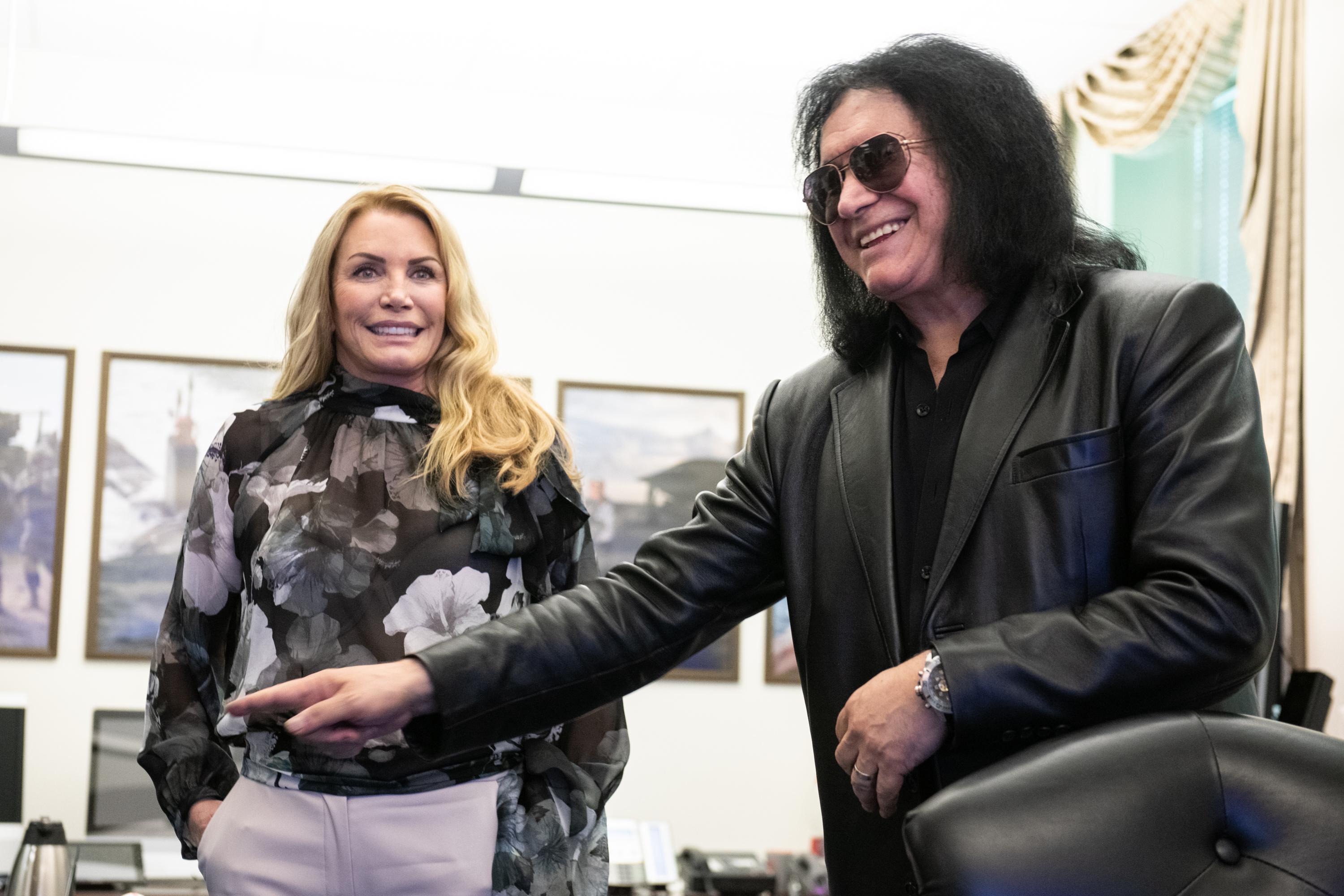
Simmons mit Ehefrau Shannon Tweed (2019)

In den 1970er-Jahren war er mit Cher und Diana Ross liiert. Er ist Vater eines 1989 geborenen Sohnes und einer Tochter, die 1992 zur Welt kam. Beide Kinder stammen aus der Beziehung mit Shannon Tweed, die er nach 28 Jahren Beziehung im Oktober 2011 heiratete. Er lebt mit seiner Familie in Beverly Hills in Kalifornien.
Simmons war Miteigentümer des 2016 aufgelösten Arena-Football-Teams LA Kiss.
Simmons spricht neben Englisch auch Deutsch, Hebräisch und Ungarisch.
Im August 2008 erregte Simmons Aufmerksamkeit, als ein Sex-Video von ihm an die Öffentlichkeit gelangte, in dem er beim Geschlechtsverkehr mit einer unbekannten Frau zu sehen war. Anfang April 2011 wurde bekannt, dass Simmons ein Engagement als Pressesprecher bei dem Social-Media-Unternehmen Intertainment Media Inc. angenommen hat.

## Diskografie
Alben
- 1978: Gene Simmons
- 2004: Asshole

Singles
- 1978: Radioactive

## Auszeichnungen für Musikverkäufe
| Goldene Schallplatte - Kanada - 1978: für das Album Gene Simmons |

Anmerkung: Auszeichnungen in Ländern aus den Charttabellen bzw. Chartboxen sind in ebendiesen zu finden.
| Land/RegionAuszeichnungen für Musikverkäufe (Land/Region, Auszeichnungen, Verkäufe, Quellen) | Gold  | Platin  | Verkäufe  | Quellen         |
| -------------------------------------------------------------------------------------------- | ----- | ------- | --------- | --------------- |
| Kanada (MC)                                                                                  | Gold1 | —       | 50.000    | musiccanada.com |
| Vereinigte Staaten (RIAA)                                                                    | —     | Platin1 | 1.000.000 | riaa.com        |
| Insgesamt                                                                                    | Gold1 | Platin1 |           |                 |

## Filmografie (Auswahl)
- 1978: Kiss in Attack of the Phantoms (KISS Meets the Phantom of the Park)
- 1984: Runaway – Spinnen des Todes (Runaway)
- 1985: Miami Vice (Fernsehserie, Folge 2x01 Auf dem Kriegspfad)
- 1986: Ragman (Trick or Treat)
- 1986: Lance – Stirb niemals jung (Never Too Young to Die)
- 1986: Gesucht: Tot oder lebendig (Wanted: Dead or Alive)
- 1990: Red Surf
- 1998: Detroit Rock City (Detroit Rock City)
- 2002: The New Guy
- 2004: Third Watch – Einsatz am Limit (Third Watch, Fernsehserie, 3 Folgen)
- 2008: Detroit Metal City (Detoroito Metaru Shiti)
- 2008: Ugly Betty (Fernsehserie, 2 Folgen)
- 2009: Ausgequetscht (Extract)
- 2011: Castle (Fernsehserie, Folge 3x22 Lieben und Sterben in L.A.)
- 2014: CSI: Vegas (CSI: Crime Scene Investigation, Fernsehserie, Folge 14x17 Tangerine träumt)
- 2015: Scorpion (Fernsehserie, Folge 2x01 Das Comeback)
- 2016: Why Him?

Darüber hinaus hatte Simmons Anfang der 1990er-Jahre einen Cameo-Auftritt im Videoclip von Stuttering John zu I’ll Talk My Way Out Of It (neben Sting und Nuno Bettencourt).

## Hörbücher
- 2002: Kiss and Make-Up [UNABRIDGED]
- 2003: Sex Money KISS
- 2004: Speaking in Tongues

## Bücher
- Gene Simmons: So wird man Rockstar und Millionär – Mein Erfolgsrezept. Hannibal Verlag, Höfen 2014, ISBN 978-3-85445-473-1 (Originalausgabe: Me, Inc.: Build An Army Of One, Unleash Your Inner Rock God, Win At Business And In Life)
- Ken Sharp mit Paul Stanley und Gene Simmons: Die Geschichte von KISS – Unsere Anfangsjahre. Hannibal Verlag, Höfen 2014, ISBN 978-3-85445-443-4 (Originalausgabe: Nothin’ To Lose – The Making Of KISS 1972–1975)
- KISS and Make-up. Crown Publishers, New York 2001, ISBN 0-609-60855-X.
- KISS: The Early Years. Fotobuch. Three Rivers Press, New York 2002, ISBN 0-609-81028-6.
- Sex Money Kiss. New Millennium Press, 2003, ISBN 1-893224-86-4.
- Ladies of the Night – A Historical and Personal Perspective on the Oldest Profession in the World. Phoenix Books, Beverly Hills 2008, ISBN 978-1-59777-501-4.

## Sonstiges
Gene Simmons leitet seinen Künstlernamen vom gleich klingenden Namen der Schauspielerin Jean Simmons (1929–2010) ab.
Zu seinem Bewegungsstil als Kunstfigur The Demon wurde Simmons inspiriert von dem Monster Ymir aus dem Film Die Bestie aus dem Weltenraum.